# Prêmio Arthur Friedenreich de 2010
O Prêmio Arthur Friedenreich de 2010 é a 3ª edição do prêmio, criado pela Rede Globo, destinado ao maior artilheiro da temporada no futebol brasiliero.

## Classificação
Atualizado em 07 de dezembro de 2010
| #   | Jogador        | Clube                     | Gols |
| --- | -------------- | ------------------------- | ---- |
| 1º  | Jonas          | Grêmio                    | 42   |
| 1º  | Neymar         | Santos                    | 42   |
| 3º  | Ciro           | Sport                     | 31   |
| 4º  | Júnior         | Vitória                   | 27   |
| 4º  | Obina          | Atlético Mineiro          | 27   |
| 6º  | André          | Santos                    | 26   |
| 7º  | Eduardo        | São Caetano               | 25   |
| 7º  | Willian        | Figueirense               | 25   |
| 9º  | Alecsandro     | Internacional             | 24   |
| 9º  | Alessandro     | Ipatinga                  | 24   |
| 9º  | Diego Tardelli | Atlético Mineiro          | 24   |
| 9º  | Edmundo        | Botafogo-PB               | 24   |
| 9º  | Elias          | Atlético Goianiense       | 24   |
| 9º  | Fábio Júnior   | América Mineiro           | 24   |
| 9º  | Héverton       | Portuguesa                | 24   |
| 9º  | Kléber         | Cruzeiro / Palmeiras      | 24   |
| 9º  | Loco Abreu     | Botafogo                  | 24   |
| 18º | Vágner Love    | Flamengo                  | 23   |
| 19º | Adriano        | America / Bahia           | 22   |
| 19º | Bruno César    | Corinthians / Santo André | 22   |